# La Calzada de Béjar
La Calzada de Béjar település Spanyolországban, Salamanca tartományban. La Calzada de Béjar Aldeacipreste, Valdehijaderos, Valdefuentes de Sangusín, Navalmoral de Béjar és Béjar községekkel határos. Lakosainak száma 85 fő (2024).

## Népesség
A település népessége az elmúlt években az alábbi módon változott:
| Lakosok száma | 98   | 91   | 99   | 94   | 100  | 87   | 87   | 86   | 87   | 85   |
|               | 2001 | 2004 | 2007 | 2009 | 2012 | 2014 | 2017 | 2019 | 2022 | 2024 |